# Chandbibi
Ovo je članak o božici. Za princezu, pogledajte „Chand Bibi”.
Chandbibi je hinduistička božica najviše štovana u Bengalu, gdje ju časte zajedno s božicama Oladevi (božica kolere), Ajgaibibi, Jholabibi, Bahadabibi, Jhetunebibi i Asanbibi. Stručnjaci vjeruju da su ove božice „transformacije” vedskih božanstava.
Čini se da su Chandbibi i božice koje štuju zajedno s njom bile štovane i u prapovijesti, na što upućuju figurice od terakote pronađene u Mohendžo Daru, koje prikazuju sedam žena kako stoje zajedno.